# Verband Deutscher Puppentheater
Der Verband Deutscher Puppentheater e.V. wurde 1968 gegründet und ist der Zusammenschluss von Puppen- und Figurentheatern in Deutschland; gleichzeitig ist er die berufsständische Vertretung von professionellen Puppenspielerinnen und Puppenspielern, Sitz ist Berlin.
Er verbreitet Informationen und vertieft die Kenntnisse über das Puppentheater, um das Ansehen des Figurenspiels in der Öffentlichkeit zu verbessern.
Der Verein gibt die Zeitschrift Puppen, Menschen und Objekte heraus. Man erhält darin Hinweise auf Puppentheater und Informationen über Fortbildungskurse, Museen, Archive und Sammlungen, die das Figurentheater betreffen.